# Chris Van Lysebetten
Chris Van Lysebetten (Hamme, 1960) is een Belgisch ondernemer en stichter van Habbekrats vzw.

## Biografie
Van Lysebetten behaalde een diploma Industriële Chemie in 1978 en begon te werken bij Procter & Gamble. Hij heeft blijvende interesse in jeugd en jeugdzorg en werd in 1988 lid van de preventiecel van het Comité Bijzonder Jeugdzorg.
In 1991 richt hij jongerenorganisatie Habbekrats op. Dit is een organisatie die zich inzet voor jongeren die het moeilijk hebben en geen leven leiden zoals de meeste kinderen die alles hebben. Habbekrats biedt deze een warme thuis in 10 gemeenten en organiseert kampen voor hen. Hiervoor werd hij in 1995 genomineerd en laureaat van The Outstanding Young Person Belgium en in 1996 laureaat van The Outstanding Young Persons of the World. In 1999 ontvangt hij ook de Prijs van de Vlaamse Gemeenschap en in 2013 de opvoedingsprijs Filson Steers Mariman.
Vanaf 2006 komt Habbekrats onder de Hoge Bescherming van Hare Majesteit De Koningin.
Op 17 november 2018 ontving Habbekrats de Belgische Kinderrechten prijs.

## Publicaties
- 2006 - Petje Af! Jongeren met Stekels.
- 2010 - De Jongens van de Vlakte.
- 2016 - Elk Kind is een Held.